# Qiao Shi
Qiao Shi, ursprungligen Jiang Zhitong, född i december 1924 i Shanghai, död 14 juni 2015 i Peking, var en ledande kinesisk kommunistisk politiker.
Qiaos föräldrar härstammade från Dinghai i Zhejiang-provinsen och han var släkt med den nationalistiske ledaren Chiang Kai-shek. Qiao Shi gick med i Kinas kommunistiska parti och utbildades vid Tongjiuniversitetet i Shanghai. För att underlätta sitt revolutionära arbete ändrade han sitt namn till Jiang Qiaoshi.
Efter Folkrepubliken Kinas grundande 1949 var han verksam i Kinas kommunistiska ungdomsförbund och 1954-62 arbetade han i stålindustrin i Anshan. Under kulturrevolutionen utsattes Qiao Shi och hans familj för förföljelser, bland annat på grund av deras avlägsna släktskap till Chiang Kai-shek. I samband med detta slutade de att använda familjenamnet Jiang och han blev känd som Qiao Shi.
Under 1980-talet nådde han toppen i den kinesiska politiken på grund av sina djupa kunskaper i internationell politik och han arbetade bland annat med säkerhetsfrågor. 1986 blev han vice premiärminister i statsrådet och året därpå valdes han in i Politbyråns ständiga utskott. I samband med Protesterna och massakern på Himmelska fridens torg höll han en låg profil och avstod från att rösta om att använda militära medel för att upplösa protesterna.
1993 blev han utnämnd till ordförande i Nationella folkkongressens ständiga utskott och 1998 drog han sig undan från politiken, möjligen beroende på att han förlorat en maktkamp mot partiledaren Jiang Zemin.